# Пукинниеми (платформа)
Пу́кинние́ми (фин. Pukinniemi) — остановочный пункт и бывшая железнодорожная станция на 71,4 км перегона Бородинское — Хийтола линии Выборг — Хийтола. Расположен на территории Хийтольского сельского поселения Лахденпохского района Карелии.

## Современное состояние остановочного пункта
После Великой Отечественной войны и передачи территории СССР путевое развитие разъезда оставалось до середины 1960-х годов, после чего бывший разъезд получил статус остановочного пункта. В начале 1980-х годов населённый пункт, в котором располагался разъезд, постоянного населения уже не имел, и остановку сделали по требованию..
Во второй половине 2010-х годов на остановочном пункте были установлены пять опор освещения на солнечных батареях. На некоторых из опор установлены неподключённые консольные светодиодные светильники. Пассажирской платформой и пассажирскими павильонами остановочный пункт оборудован не был. Пассажирское здание и  билетная касса также отсутствуют. Проездные билеты приобретаются у кондуктора.
Пригородное движение по остановочному пункту осуществляется двумя парами поездов Выборг — Хийтола — Выборг.

## История
Станция Pukinniemi была открыта гораздо позже (1 февраля 1907 года), чем весь участок Антреа — Сортавала. Имела путевое развитие всего на два пути, так что станция выполняла, в основном, функцию разъезда
.

## Название
В переводе с финского языка Pukinniemi означает Козлиный мыс по названию близлежащей деревни Пеконниеми.

## Галерея
- Остановочный пункт Пукинниеми
- Разобранный боковой путь. Вид в сторону ст. Бородинское.
- Вид остановочного пункта.
- Табличка.
- Вид в сторону Хийтола.
- Развалины путейского сарая.
- Разобранный боковой путь. Вид в сторону ст. Хийтола.